# ミハイル・アブラモフ
ミハイル・アブラモフ（Михаил Абрамов；1956年7月6日 -）は、ロシア連邦の軍人、ロシア海軍参謀総長。大将。

## 経歴
1973年、S.O.マカロフ名称太平洋高等海軍学校に入校し、1978年に卒業。1978年から1987年まで、太平洋艦隊において、警備艦の砲術長、戦闘班長、先任副艦長、艦長として勤務。
1984年、海軍高等特殊将校課程を修了。1987年、N.G.クズヌツォフ海軍元帥名称海軍アカデミーに入校し、1989年に優秀で卒業。卒業後は、バルト艦隊の揚陸艦旅団長に任命。1990年3月から2003年7月まで、太平洋艦隊において、副旅団長、水上艦艇師団の参謀長及び師団長、小艦隊参謀長、北東軍集団参謀長を歴任。
2001年6月、参謀本部アカデミーを優秀で卒業し、太平洋艦隊の沿海州異種兵力小艦隊司令官に任命。2003年7月21日、バルト艦隊参謀長に任命。2004年5月28日、北方艦隊司令官に任命。
2005年9月4日、海軍参謀総長に任命。
2009年6月、ロシア国営メディアは、アブラモフが健康上の理由により、海軍を退役する為の辞表を書いたと報じた。報道によると、アブラモフは、既に病院に入院している。

## パーソナル
ウラジオストクの軍人家庭に生まれる。1965年、ウラジオストク第47小学校を卒業。1973年、ウラジオストク第38中学校を卒業。妻帯、1児を有する。
「武勲に対する」勲章と6個のメダルを受賞。ベトナム、バーレーン、アラブ首長国連邦、日本への航海経験あり。